# 762 Pulcova
Pulcova (asteroide 762) é um asteroide da cintura principal com um diâmetro de 137,08 quilómetros, a 2,85517121 UA. Possui uma excentricidade de 0,09720228 e um período orbital de 2 054,25 dias (5,63 anos).
Pulcova tem uma velocidade orbital média de 16,7483448 km/s e uma inclinação de 13,0451097º.
Este asteroide foi descoberto em 3 de Setembro de 1913 por Grigory Neujmin.